# لاله هندی
لاله هندی (نام علمی: Thespesia populnea) نام یک گونه از سرده لاله هندی است.